# 肉 (神学)
聖書における肉（にく、英: Flesh、希: Σαρξ）は「霊」と対比された人間の物質的な部分、全存在を意味する。

## 一般的な用法
- 通常の意味での「食肉」
- 骨や皮膚をも含む人間の物質的な部分、体
- 神から出たものではなく、世から出たもの

などの意味がある。ランバードは、7通りの意味合いがあるとしている。この語が使用されている文脈によってどの意味で用いられているのかを判断する必要がある。

## 旧約聖書における用法
旧約聖書の「肉」はヘブライ語の「バーサール」が主として使用されている（250回以上）。意味は、生命を持つ人間の身体であり、人間らしい命ある者を指す。だが罪を犯した肉は、ただの体に過ぎず、罪の支配下にある。よって、外見が強く見えても有限であり、必ず滅びる存在である。さらに、人間以外の動物を指し示す語としても用いられている（牛肉、豚肉，うずらの肉など）。

## 神学的な用法
パウロ書簡において顕著な用法は、以下に説明してある神学的な意味合いである。
聖書におけるサルクス（肉）の独特な用法は、神学的なもので、サルクスとは、創造主である神から背き去り、いのちの源である真の神を見失って、生まれつき罪に傾く性質を帯びた人間、また、その性質を意味する。人は罪を犯したがゆえに罪人と宣告されるだけでなく、この罪に傾く性質を生まれながらにして有しているゆえに罪人とされる。
聖書によれば、神（エロヒーム、Heb.）によって創造された時には、アダム（人）はこの「肉」の性質を持っていなかった。キリスト教は性悪説を説いていると言われるが、本来の堕罪以前の人は、ことごとく善く、その限りにおいて聖書は性善説を支持している。悪に傾く性質は、人にとって外部からの闖入者であるので、「肉」の性質から人を解放って、聖と義とおいて神の像に似て創造された本来の人間性を取り戻すことが可能である。それがキリストの十字架による贖罪に基づく聖霊の全ききよめわざとされている。罪への傾き易さは、アダム以来の「肉」の性質以外のもの、例えば、その人の過去や家庭、社会環境からも来るので、罪との戦いは地上にある限り終わるわけではない。しかし、ウエスレー神学では、全ききよめの経験の後は、少なくとも神への反逆心から解放されて、神的愛（アガペー）に生きる者となることができると説く。
ある人々は、この「肉」と「肉体」とを混同して、人が肉体にある限り、「肉」の性質から釈放されることはないと説くが、初代教会に入り込んできたペルシャの二元論・ゾロアスター教、ギリシャのグノーシス主義の影響によるものである。これらの教えによると、肉体は物質であるゆえに本質的に悪であるとされる。しかし、肉体そのものを悪とする教えは聖書にはない。聖書は肉体の脆さ、弱さに言及するが、肉体は心(霊）の道具であって、良いことにも悪いことにも用いられるものであるゆえに、道徳的に中立的であるとしている。問題は、罪（Sin）・「肉」の奴隷とされた意思にある。